# Peter Tiepold
Peter Tiepold (ur. 15 listopada 1945 w Berlinie) – wschodnioniemiecki bokser, medalista olimpijski z 1972.
Rozpoczął swoją karierę startując w kategorii lekkopółśredniej (do 63,5 kg). Zdobył w niej brązowy medal na mistrzostwach Europy w 1967 w Rzymie, gdzie w półfinale przegrał z późniejszym mistrzem Walerijem Frołowem z ZSRR. Na letnich igrzyskach olimpijskich w 1968 w Meksyku odpadł w ćwierćfinale tej wagi po porażce z późniejszym triumfatorem Jerzym Kulejem. Odpadł w drugiej walce na mistrzostwach Europy w 1969 w Bukareszcie po porażce z reprezentantem Bułgarii Petyrem Stojczewem.
Później nie mógł utrzymać limitu wagi lekkopółśredniej i przeszedł najpierw do wagi półśredniej (do 67 kg), a w 1972 do lekkośredniej (do 71 kg). Na letnich igrzyskach olimpijskich w 1972 w Monachium zdobył w niej brązowy medal po przegranej z Wiesławem Rudkowskim. Taki sam krążek wywalczył na mistrzostwach Europy w 1973 w Belgradzie, gdzie pokonał go w półfinale późniejszy mistrz Anatolij Klimanow z ZSRR. W tym samym roku zwyciężył w wadze średniej (do 75 kg) na Spartakiadzie Gwardyjskiej w Uściu nad Łabą, zwyciężając w finale Rufata Riskijewa z ZSRR.
Wystąpił w wadze lekkośredniej na pierwszych mistrzostwach świata w 1974 w Hawanie, ale drugiej walce przegrał przez techniczny nokaut z późniejszym mistrzem Rolando Garbeyem z Kuby.
Tiepold był mistrzem NRD w wadze lekkopółśredniej w latach 1966, 1967, 1969 i 1970 oraz w wadze lekkośredniej w latach 1972-1974.